# Мостовщики
Мостовщики — деревня в Тугулымском городском округе Свердловской области России.

## Географическое положение
Деревня Мостовщики расположена в 18 километрах к юго-востоку от посёлка городского типа Тугулыма (по дорогам в 25 километрах), на берегу реки Пышмы, в 1 километре ниже устья её левого притока — реки Айбы. Русло Пышмы в окрестностях деревни распадается на северный и южный рукава, образуя большой по площади остров, а затем вновь сливаясь в единое русло. Мостовщики находятся на левом берегу её северного рукава, то есть вне острова, немного выше по течению места слияния рукавов.

## Население
| 2002 | 2010 | 2021 |
| ---- | ---- | ---- |
| 0    | ↗6   | ↗17  |